# Robert Elias Fries
Pour les articles homonymes, voir Fries.
Robert Elias Fries, né le 11 juillet 1876 à Uppsala et mort le 29 janvier 1966 à Stockholm, est un botaniste et mycologue suédois.